# Gamesa Corporación Tecnológica
Gamesa Corporación Tecnológica, prej znana kot Grupo Auxiliar Metalúrgico, je špansko podjetje, ki primarno razija in izdeluje vetrne turbine,
V preteklosti je imela sedež v Vitoria-Gasteiz, od leta 2010 naprej pa v Zamudio, severna Španija. Gamesa razvija, izdeluje in prodaja vetrne turbine in tudi konstruira vetrne elektrarne. Je največji proizvajalec turbin v Španiji in četrti največji na svetu (2011). 
Družba je namestila več kot 29 000 MW (29 GW) turbina na štirih kontinentih, na leto te elektrarne prihranijo 6,4 milijonov ton goriva in preprečijo izpust 40 milijonov ton ogljikovega dioksida. Poleg vetrnih turbina tudi razvija in izdeluje fotovoltaične elektrarne
Gamesa je začela leta 1976 na področju robotike, mikroelektronike in aeronavtike. Leta 1994 so ustanovili podružnica Gamesa Eólica, ki se je specializirala v vetrnih turbinah. Zgradila je prvo elektrarno leta 1996.